# Verseg
Verseg is een plaats (község) en gemeente in het Hongaarse comitaat Pest. Verseg telt 1430 inwoners (2001).

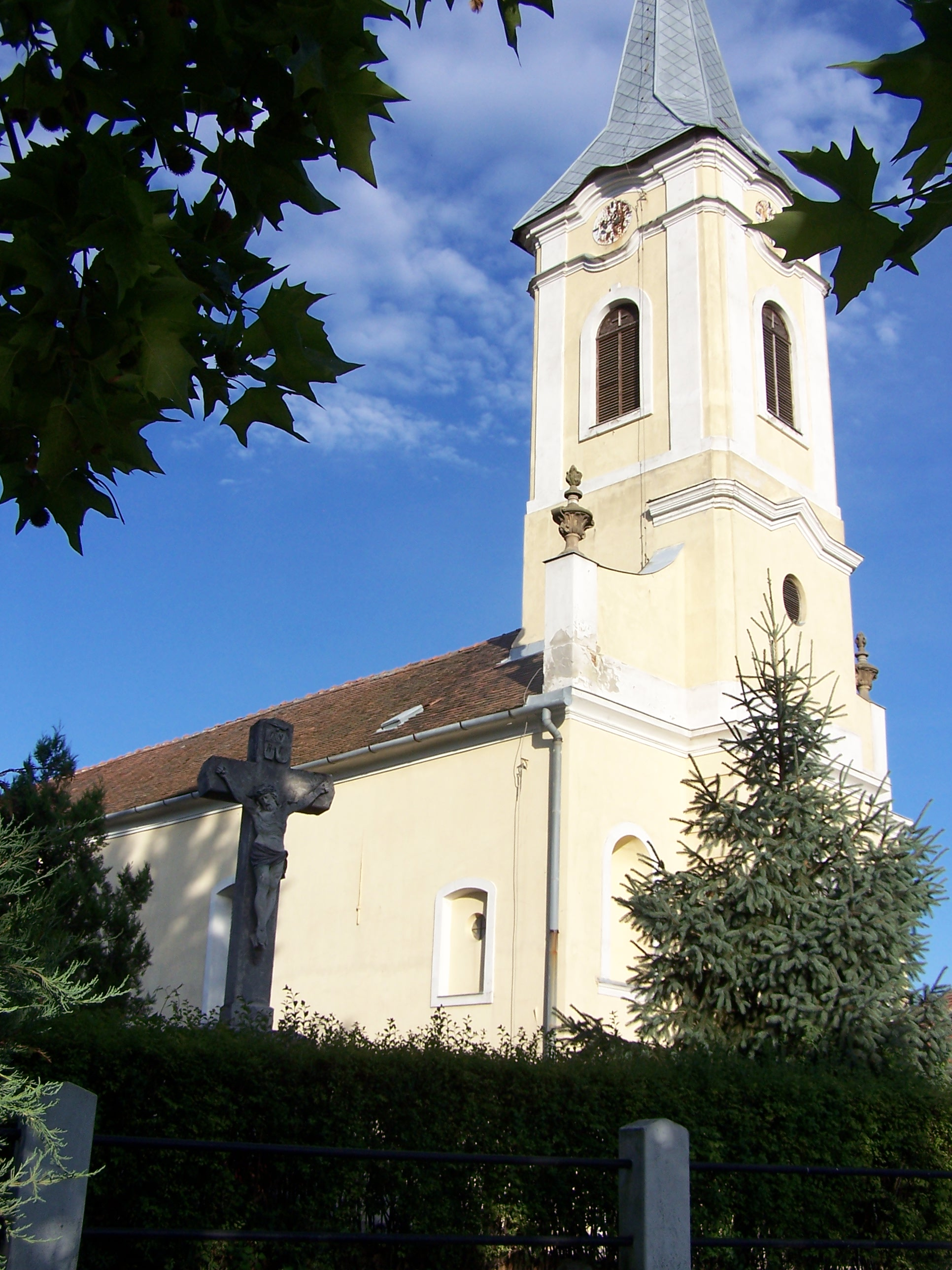
Rooms-katholieke kerk
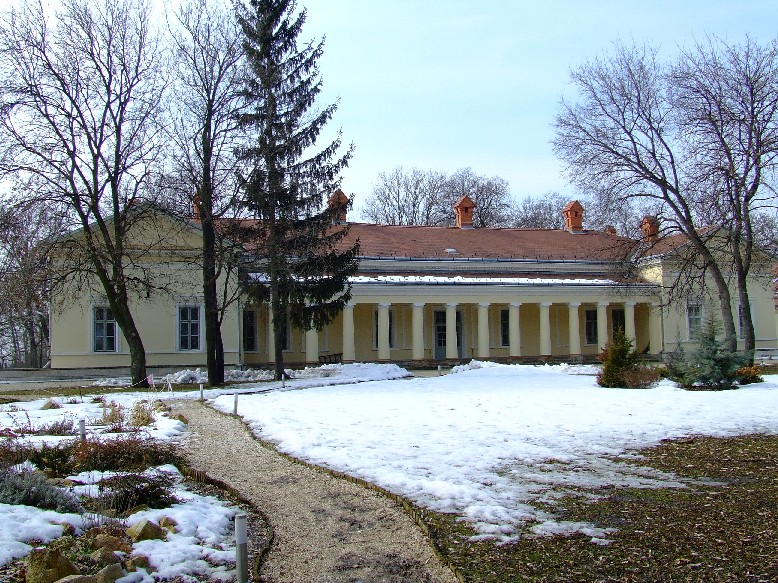
Landhuis
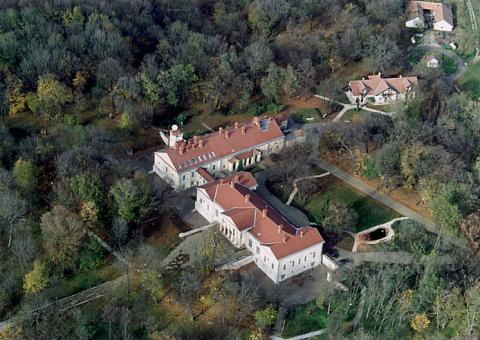
Verseg